# حكومة الإنقاذ الوطني (صربيا)
حكومة الإنقاذ الوطني (بالصربية: (VNS) Влада народног спаса / Vlada narodnog spasa)؛ بالألمانية: Regierung der nationalen Rettung)، يشار إليها أيضًا باسم حكومة نيديتش، ونظام نيديتش، وكانت دولة دمية تتعاون خلال الحرب العالمية الثانية مع العدو وهي الحكومة الثانية بعد حكومة المفوض، وتأسست على الأراضي التي تحتلها ألمانيا في صربيا خلال الحرب العالمية الثانية. وعُينت هذه الحكومة من قبل القائد العسكري الألماني في صربيا واستمرت من 29 أغسطس 1941 حتى أكتوبر 1944. على عكس دولة كرواتيا المستقلة، لم يُمنح النظام في صربيا المحتلة مكانًة في القانون الدولي أبدًا ولم يكن يتمتع باعتراف دبلوماسي رسمي من جانب قوى المحور.
تمتعت حكومة الإنقاذ الوطني ببعض الدعم. وكان رئيس الوزراء طوال فترة توليها هو الجنرال ميلان نيديتش. أُخرجت حكومة الإنقاذ الوطني من بلغراد عبر بودابست إلى كتسبويل في الأسبوع الأول من أكتوبر 1944 قبل اكتمال الانسحاب الألماني من صربيا.

## التاريخ

### تأسيس الحكومة
عقب غزو دول المحور ليوغوسلافيا في أبريل 1941، وضعت ألمانيا صربيا تحت سلطة حكومة عسكرية لتحتفظ بالسيطرة على الموارد الهامة. وشملت هذه الموارد طريقين رئيسيين للنقل، والممر المائي لنهر الدانوب، وخط السكك الحديدية الذي يربط أوروبا ببلغاريا واليونان، إلى جانب الفلزات اللا حديدية التي أنتجتها صربيا. قرر الألمان إنشاء حكومة دمية من أجل عدم إبقاء عدد كبير من القوى الألمانية. وكانت الحكومة الدمية الأولى هي حكومة المفوض قصيرة الأجل، التي تأسست في 30 مايو 1941، بقيادة ميلان آتشيموفيتش. الذي كان مناهضًا للشيوعية وكان على اتصال بالشرطة الألمانية قبل الحرب. تألفت حكومته من تسعة أعضاء، كان معظمهم أعضاء سابقين في حكومة مملكة يوغوسلافيا وكانوا معروفين بتأييديهم لألمانيا. ومع ذلك، كانت هذه الحكومة تفتقر إلى أي سلطة حقيقية ولم تكن أكثر من أداة بيد الألمان. عندما بدأ البارتيزان الشيوعيون (جيش التحرير الوطني) تمردًا ضد المحتلين الألمان وحكومة آتشيموفيتش، اقترح هارالد تورنر- قائد في قوات الأمن الخاصة (شوتزشتافل – إس إس) في الإدارة العسكرية الألمانية - تقوية وإصلاح الإدارة. ثم اختير الجنرال ميلان نيديتش، رئيس الأركان العامة للجيش اليوغوسلافي الملكي سابقًا، ليكون رئيسًا للحكومة الجديدة.
عُين نيديتش رئيسًا للوزراء في 29 أغسطس 1941 بعد استقالة إدارة المفوض. وهدد الألمان بجلب القوات البلغارية لاحتلال صربيا بأكملها، بما في ذلك بلغراد، إذا لم يقبل بذلك. ضمت حكومته الأولى خمسة عشر عضوًا. وأعجب الألمان بسمعته كرجل سلطة بشكل خاص، على الرغم من أن النظام لم يكن يتمتع بأي مكانة دولية حتى بين قوى المحور. ووعد هاينريش دانكلمان، القائد العسكري في صربيا، بمنح نيديتش وحكومته درجة عالية من السلطة والاستقلالية، لكن لم تُكتب هذه الاتفاقية أبدًا، ولكونها شفوية فقد أصبحت لاغية بمجرد أن حل الجنرال فرانز بومه محل دانكلمان. وعلى الرغم من أن تورنر حاول إقناع الذين خلفوا دانكلمان بمنح حكومة الإنقاذ الوطني مزيدًا من السلطة، فقد جرى تجاهل مطالبه. ولكن سمحوا له بتنظيم حرس الدولة الصربي (Srpska državna straža، SDS)، وتوحيد الدرك الصربي والتشكيلات الأخرى.